# Fundação Matias Machline
A Fundação Matias Machline (FMM), antiga Fundação Nokia de Ensino (FNE), é uma instituição de ensino médio e técnico sem fins lucrativos brasileira, sediada em Manaus, no estado do Amazonas. A entidade é considera o maior projeto social da Região Norte, possui cerca 1.011 beneficiários e oferece cursos de informática e mecatrônica para jovens em vulnerabilidade social no estado.
Além do ensino, os estudantes também recebem gratuitamente quatro refeições diárias,  acompanhamento médico, odontológico e psicopedagógico, até o término do ensino médio.
A instituição possui laboratórios, biblioteca com mais de 16 mil exemplares, 6 mil títulos e equipamentos interativos. Nela é oferecida vagas para o ensino médio, técnico e superior, através da Faculdade Matias Machline. No Amazonas, a fundação é uma das melhores em desempenho no Exame Nacional do Ensino Médio (ENEM), Processo Seletivo Contínuo (PSC), Sistema de Ingresso Seriado (SIS) e no vestibular da Universidade Estadual do Amazonas (UEA), além de possuir várias vitórias em diversas olimpíadas do conhecimento e feiras científicas.

## História
A instituição foi criada em abril de 1986 por Matias Machline, empresário e presidente do grupo Sharp no Brasil, ele tinha o objetivo de ajudar, através da educação, alunos oriundos da rede de ensino pública de Manaus e de famílias em vulnerabilidade social.
Matias e sua esposa morreram em agosto de 1994, eles foram vítimas de um acidente aéreo em Atlantic City, nos Estados Unidos. O falecimento de Machline afetou os negócios da Sharp e inviabilizou a empresa de continuar mantendo a fundação. Sete anos depois, endividada e com a crise financeira agravada, o grupo deixou de ser a mantenedora da instituição e teve sua falência decretada.
Em 2001 a Nokia se tornou a nova mantenedora da instituição, com a mudança de financiador a entidade passou a se chamar Fundação Nokia de Ensino. A multinacional finlandesa investiu quarenta milhões de reais na construção de um novo campus em 2011, aumentando a estrutura e triplicando o número de vagas ofertadas aos estudantes. Em 2013, para revisar conteúdos que caem no processo seletivo que acontece a cada ano em meados de novembro, a fundação criou o “Pré-Nokianos”, curso preparatório que disponibilizava 180 vagas e contava com uma prova de seleção.
A Microsoft adquiriu o controle da fundação em 2013, quando comprou a divisão móvel da Nokia por 7,2 bilhões de dólares. Em 2015, no entanto, a empresa sofreu uma grande reestruturação e demitiu 7.800 funcionários para reorganizar a divisão de smartphones. A empresa então desfez da fábrica em Manaus que era da Nokia, vendendo-a para a Flextronics em outubro, comprometendo o financiamento da instituição. O SENAI Amazonas mostrou interesse em comandar a Fundação Nokia e o Instituto de Desenvolvimento Tecnológico (INDT), a proposta chegou a ser levada à Confederação Nacional da Indústria (CNI) e à Secretaria de Estado da Educação (SEDUC), porém, não obteve sucesso.
Em 2016, com a saída da Microsoft, a Digitron da Amazônia passou a ser a nova mantenedora da instituição. No mesmo ano, para homenagear o fundador, a entidade voltou a se chamar Fundação Matias Machline. O novo financiador também mudou o nome do Pré-Nokianos, que passa a se chamar Preparar FMM e começa atender gratuitamente mil alunos da rede de ensino pública da capital amazonense. Em novembro de 2019, a fundação foi credenciada pelo Ministério da Educação (MEC) para funcionar como instituição de ensino superior, através da Faculdade do Amazonas de Ensino, Pesquisa e Inovação (FAMEPI).
Em 30 janeiro de 2023, o governador do Amazonas, Wilson Lima (UNIÃO), assinou um convênio com a Fundação Matias Machline (FMM) para garantir mais de trezentas vagas para os alunos da rede estadual ingressarem na instituição sem precisar fazer o processo seletivo. A seleção dos estudantes será coordenada pela Secretaria de Estado de Educação e Desporto (SEDUC) e terá como critérios de escolha os alunos do 9º ano do ensino fundamental com a melhor média geral, idade máxima de quinze anos e com percentual de frequência acima de 85% no ano letivo. O acordo entre o governo e a instituição terá como foco principal os alunos de Manaus, com possibilidade de expansão aos municípios próximos à capital amazonense e ao interior do estado.